# Laura Emonts

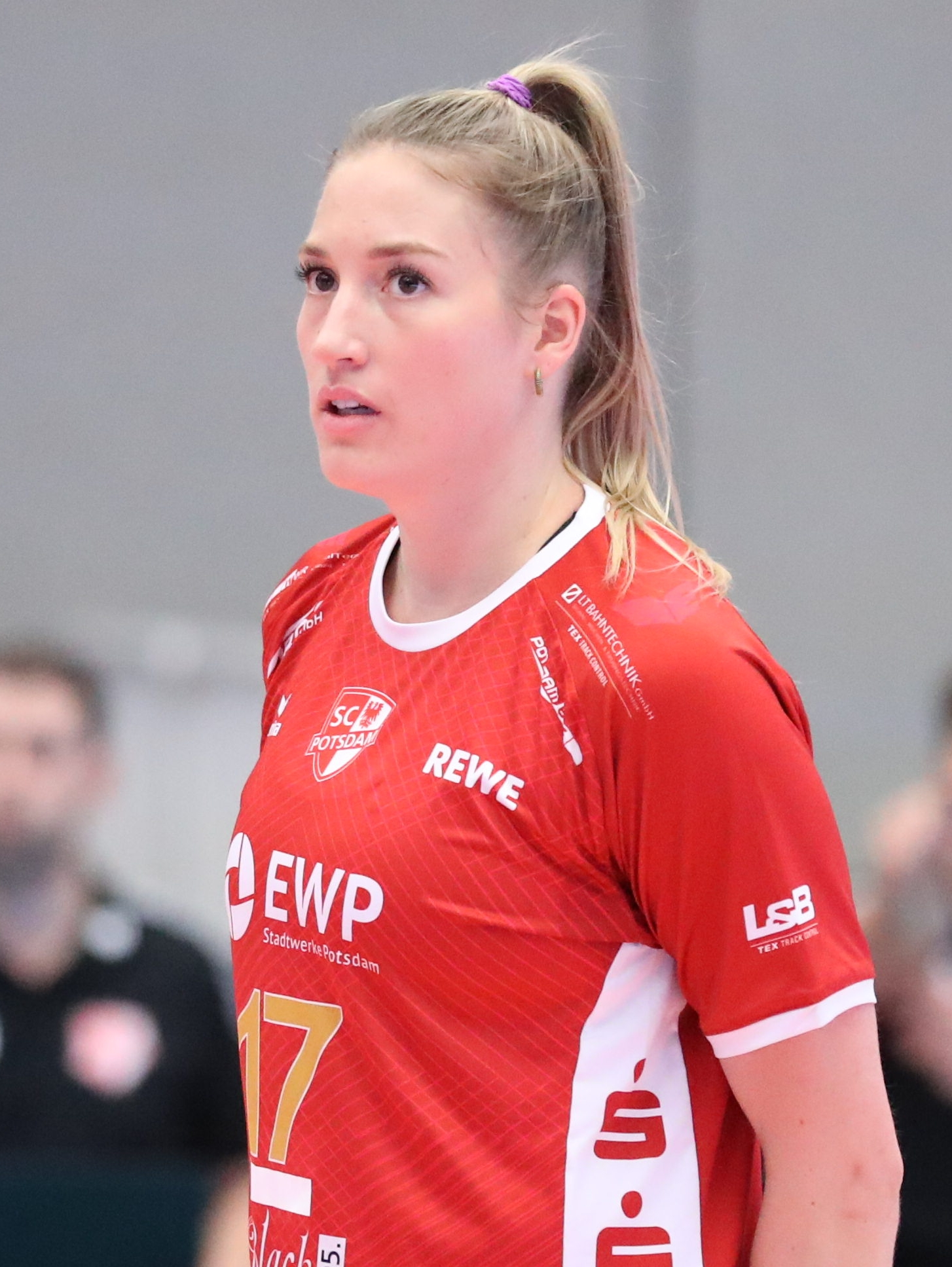
Laura Emonts zawodniczką SC Potsdam w sezonie 2021/2022

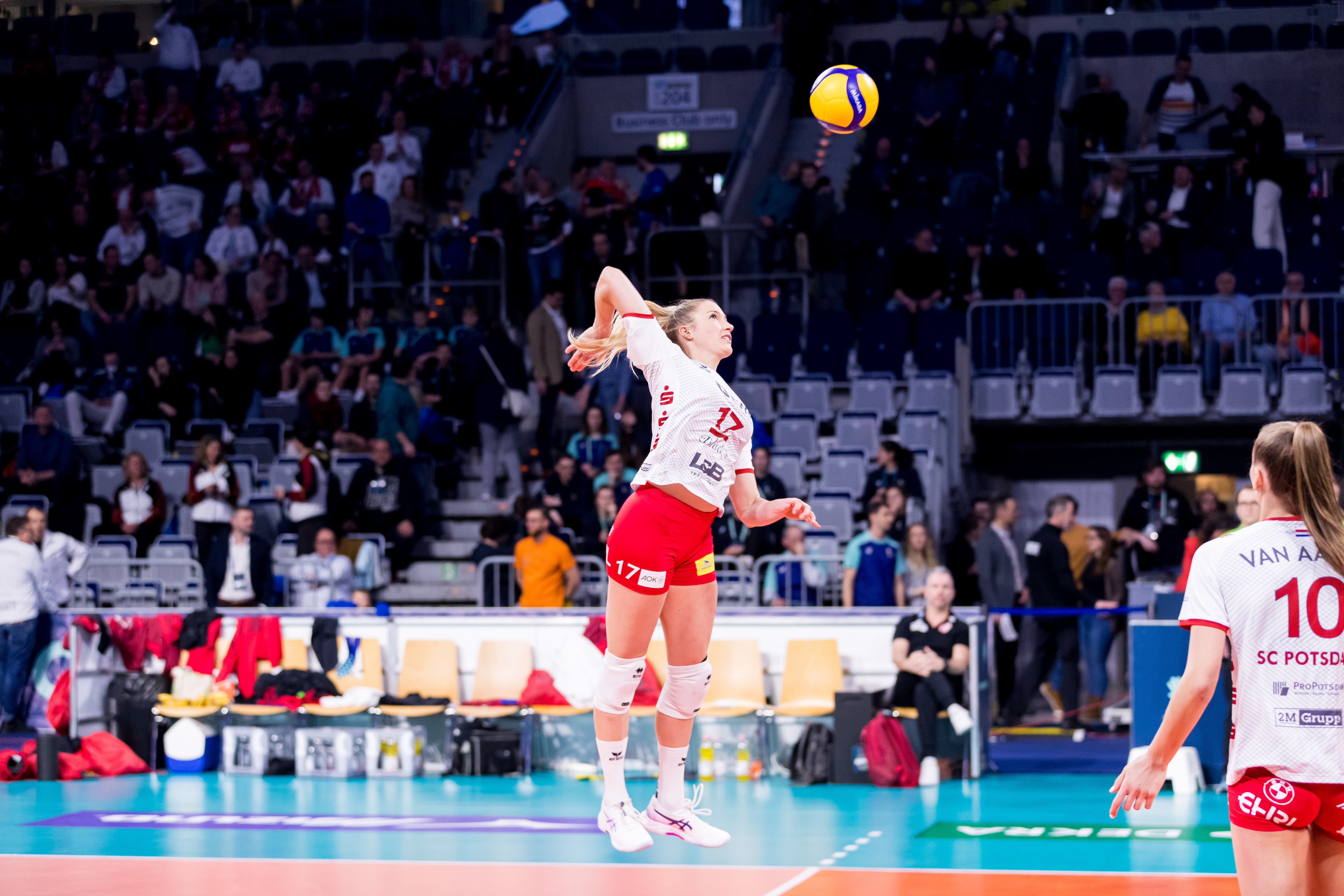
Laura Emonts podczas ataku z drugiej linii na rozgrzewce przed w finałem Pucharu Niemiec 2022/2023 w barwach klubu SC Potsdam

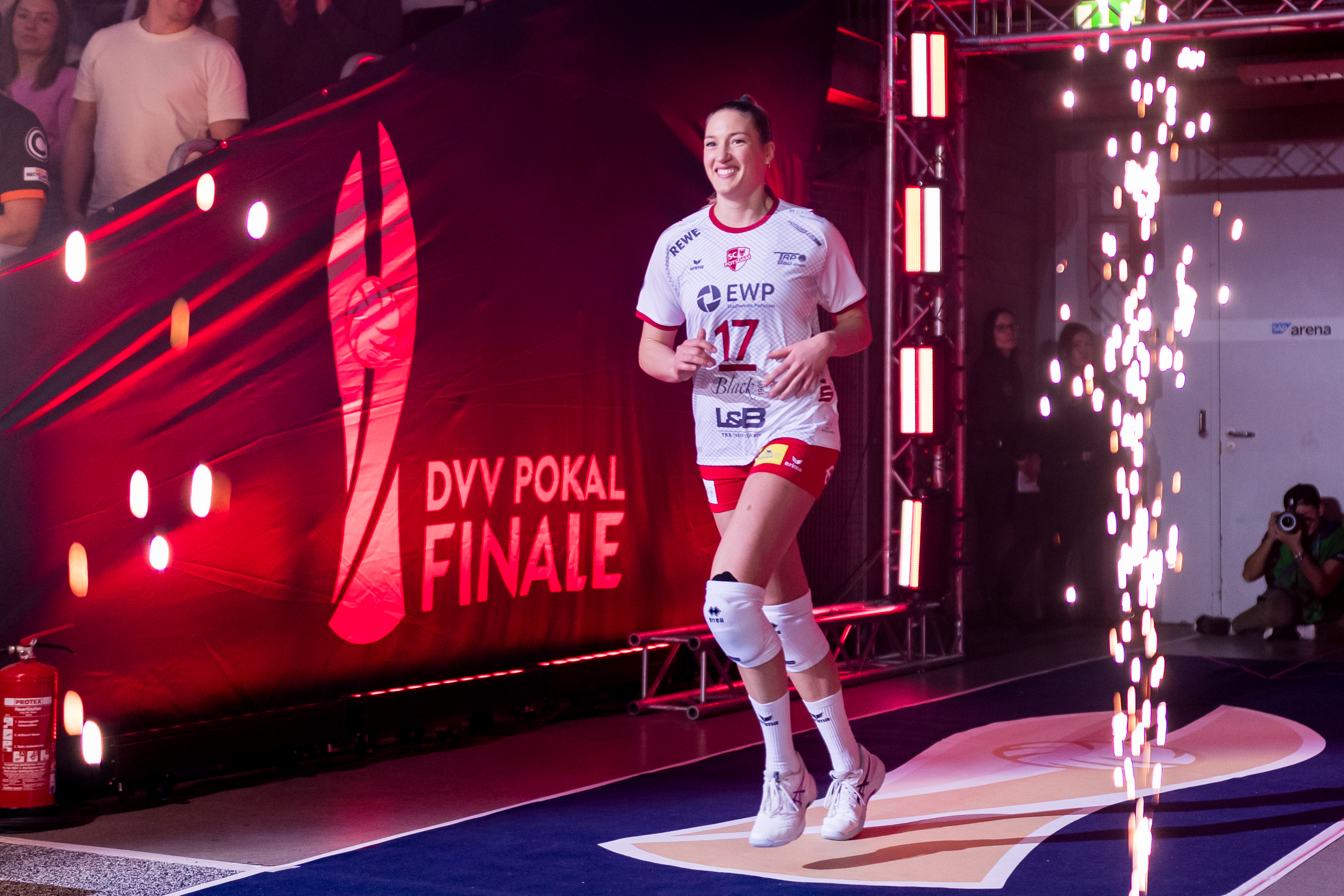
Laura Emonts przed rozpoczęciem finału Pucharu Niemiec 2022/2023 w barwach klubu SC Potsdam

Laura Emonts z d. Weihenmaier (ur. 4 kwietnia 1991 w Tuttlingen) – niemiecka siatkarka, reprezentantka kraju,grająca na pozycji przyjmującej.

## Przebieg kariery
| Lata                      | Klub              |
| ------------------------- | ----------------- |
| 2007–2009                 | VC Olympia Berlin |
| 2009–2012                 | SC Potsdam        |
| 2012–2014                 | Alemannia Aachen  |
| 2014–2015                 | Schweriner SC     |
| 2015–2016 (do 05.01.2016) | Alemannia Aachen  |
| 2016–2016 (od 07.01.2016) | NawaRo Straubing  |
| 2016–2018                 | VK AGEL Prostějov |
| 2018–2019                 | Olympiakos Pireus |
| 2019–2023                 | SC Potsdam        |
| 2023–                     | Schweriner SC     |

## Sukcesy klubowe
Liga niemiecka:
- 2022[4], 2023[5], 2024[6]
- 2015

Liga czeska:
- 2017, 2018

Puchar Czech:
- 2018

Puchar Grecji:
- 2019

Liga grecka:
- 2019

Superpuchar Niemiec:
- 2022[7]

## Sukcesy reprezentacyjne
Mistrzostwa Świata Juniorek:
- 2009[8]

Volley Masters Montreux:
- 2014

Liga Europejska:
- 2014